# 中华全国总工会旧址 (广州)
23°07′19″N 113°16′21″E / 23.12194°N 113.27250°E
中华全国总工会旧址位于中国广州市越秀区越秀南路89号，是中华全国总工会1925年至1927年所在地，1988年被列为第三批全国重点文物保护单位。目前為廣東革命歷史博物館屬下分館之一。

## 历史
旧址建筑始建于清末民初，原為惠州会馆，建筑面积为1746平方米。曾经在1920年作為援闽粤军司令部，1924年作為中國國民黨中央委員會（中央黨部）。1925年5月1日中华全国总工会成立，簡稱“全總”，会址设在大德路，后因国民党中央党部迁至广东咨议局，在同年9月迁至该址。总工会领导人林伟民、刘少奇、邓中夏、苏兆征等曾在此办公。1925年8月20日廖仲恺在此被刺杀，其靈柩曾停放在一楼礼堂内。1927年中华全国总工会迁至汉口，此处改为中华全国总工会广州办事处。國民大革命時期，该办事处被查封，改为东堤警察分局。1946年成为植桢中学的校址。
中共建政後的1952年，广州市民政局接管该址，作为广州市复员军人转业建设委员会办公处。1957年，曾担任中華全國總工會副委员长的刘少奇视察该址，并致函總工會要求对該址進行保护。1958年8月建成中华全国总工会旧址纪念馆，建筑面积1680平方米，恢复当年原状，设全国工会史料陈列。于1959年l0月1日正式對外开放，1962年7月被公布为广东省文物保护单位。
文化大革命期间，该址被当局关闭且遭到破坏，屋顶原有的“惠州会馆”四个大字被铲掉，刘少奇题写“中华全国总工会旧址纪念馆”的横匾亦被拆毁。而旧址内部上下两层的间隔板墙以及铺地板的花阶砖也全部被拆。當時該址再次做為广东省民政厅复退军人接管站，并曾作為廣東省华侨农场管理局、廣州市医药工业局、廣州市中药二厂（现廣州陈李济药厂）等单位的宿舍，直至1982年被廣東省革命歷史博物館收回交由廣州市文化局恢復開放。1984年进行全面修缮，1985年5月1日复馆。1988年1月8日被公布为全国重点文物保护单位。

## 建筑
建筑地下为广州工人代表大會會址，二、三楼为全总礼堂和办公室。楼前左右两侧有1926年5月第三次全国劳动大会和第二次广东省农民代表大会决定建立的廖仲恺先生纪念碑和工农死难烈士纪念碑，其中廖仲恺先生纪念碑于1966年被毁，當時毀壞程度僅剩刻有碑文的背面。1982年重建，定名为廖仲恺先生牺牲处纪念碑，由葉劍英題字，同年8月20日即廖仲愷殉難五十七周年紀念日正式落成。原紀念碑為蔣介石所題字。
2008年廣州市進行深化文化體制改革，對本市博物馆进行市、区分级管理改革，把部分博物館劃分區政府管理。廣東革命歷史博物館收到波及，而館內退休老人對計劃中包括中華全國總工會舊址在內要剝離革命館向廣州市籲請暫緩分拆。
- 大门
- 工農運動死難烈士紀念碑
- 廖仲愷先生犧牲處紀念碑